# Onychodactylus koreanus
Espèce
Onychodactylus koreanus est une espèce d'urodèles de la famille des Hynobiidae.

## Répartition
Cette espèce est endémique de Corée du Sud. Elle se rencontre dans les monts Baekdudaegan et Taebaeksanmaek.
Sa présence est incertaine en Corée du Nord.

## Étymologie
Son nom d'espèce lui a été donné en référence au lieu de sa découverte, la Corée.

## Publication originale
- Poyarkov, Che, Min, Kuro-O, Yan, Li, Iizuka & Vieites, 2012 : Review of the systematics, morphology and distribution of Asian Clawed Salamanders, genus Onychodactylus (Amphibia, Caudata: Hynobiidae), with the description of four new species. Zootaxa, no 3465, p. 1–106.